# Liste der Klöster in Bremen
Die Liste der Klöster in Bremen beschreibt die historischen und bestehenden Klöster und Konvente in der Freien Hansestadt Bremen.

## Mittelalterliche Klöster und Stifte

### Klöster und weitere Niederlassungen
| Bezeichnung                       | Beschreibung | Bild |
| --------------------------------- | --- | ---- |
| St.-Paul-Kloster                  | Aus einem Kollegiatstift wurde um 1050 das Benediktinerkloster St. Paul gebildet. Dieses befand sich im westlichen Teil des heutigen Ostertorsteinviertels. Es wurde 1523 aufgelöst. |      |
| Dominikanerkloster St.-Katharinen | Die Dominikaner ließen sich 1225 in Bremen nieder. Sie gründen das Kloster St. Katharinen. Um 1253 wurde mit dem Klosterbau in der Altstadt zwischen Sögestraße, Unser-Lieben-Frauen-Kirchhof und Domshof begonnen. 1524 wurden in der Folge der Reformation die ersten Dominikaner – u. a. der Abt und der Lesemeister – ausgewiesen. Das Kloster wurde 1528 geschlossen. In ihren Räumen wird die Lateinschule (siehe bei Altes Gymnasium) und ab 1898 das Historische Museum (siehe bei Focke-Museum) eingerichtet. Das Kirchengebäude war danach Zeughaus der Stadt. Im 19. Jahrhundert war die Kirche auch Lagerhaus. Nach einem Teilabrisse der Kirche blieben Reste bis zur endgültigen Zerstörung im Zweiten Weltkrieg bestehen. Die Reste des Klosters – u. a. der Remter – sind heute durch die Katharinen-Hochgarage und die Katharinen-Passage überbaut. Sie stehen seit 1973 unter Denkmalschutz |      |
| Franziskanerkloster St. Johannis  | Die Franziskaner ließen sich wahrscheinlich auch 1225 in Bremen nieder. Das Kloster befand sich in der Altstadt. Mit dem Bau des Klosters wurde um 1258 begonnen. Es bestand aus der heute erhaltenen dreischiffigen gotischen Kirche St. Johann aus dem 14. Jahrhundert, die im 15. Jahrhundert zur Hallenkirche vergrößert wurde. Hinzu kamen die südseitig liegenden, heute nicht erhaltenen, Klostergebäude und Höfe. Um die 20 bis 30 Franziskaner lebten seit dem 14. Jahrhundert dort. Das Kloster wurde 1528 nach der Reformation geschlossen. Die Klostergebäude wurden danach für die Unterbringung von geistig Schwachen genutzt (Irrenhaus). 1834 erfolgte der Abriss der inzwischen maroden Klostergebäude und Wohnbauten entstanden auf dem Gelände. Die Kirche war u. a. Krankenhauskirche und bis 1801 Kirche reformierter („französischer“) Kirchgemeinden. 1823 wurde die Kirche St. Johann nach einer gründlichen Sanierung als erste römisch-katholische Pfarrkirche Bremens nach der Reformation wieder geweiht. 1856 kamen die ersten katholischen Ordensfrauen zur St.-Johannis-Gemeinde. |      |
| Komturei des Deutschen Ordens     | Der Deutsche Orden errichtete schon 1230 eine Komturei in Bremen. Eine kleine einschiffige Kirche mit nur zwei Jochen und ein angefügtes Ordenshaus entstanden beim Spittal. Das vorhandene Heiliggeist-Spital wurde übernommen und bald als „Deutsches Haus“ bezeichnet. 1426 wurde der Hospitalbetrieb eingestellt und 1519 das Haus letztmals erwähnt. Die Komturei befand sich am Ostertor in der Altstadt. Die Komturstraße erinnert an den Standort. Nur wenige Ordensbrüder befanden sich in Bremen und nur ein bis zwei Ordenspriester waren bis 1450 tätig. Der Orden wandelte sich zum wohlhabenden Wirtschaftsbetrieb. Obwohl der Orden sich während der Reformation beginnt zu wandeln wird 1531 der Komtur Rolf von Bardewisch und vier seiner Kriegsknechte von den aufgebrachten Bremer Bürgern beim Beginn des Aufstandes der 104 Männer getötet. 1564 erwarb Bremen die Komturei und die 31 dazugehörenden Bauernhöfe. Der letzte lutherische Komtur wohnte und verwaltete das Anwesen noch bis 1583. Ab 1674 war die Kirche dann nur noch Lager und Packhaus. Die Gebäudereste wurden im Zweiten Weltkrieg zerbombt und 1956 teilweise abgerissen. Die Unterkirche blieb unter dem Gerichtsgebäude erhalten. |      |
| Jesuiten                          | Von 1648 bis 1788 wirken Jesuiten in Bremen, davon einige Patres als „Hofkapläne“ des kaiserlichen Residenten. Sie wirkten auch für die katholischen Bürger und Arbeiter, in einer Zeit, da die katholische Kirche nicht in Bremen vertreten war. Ihr Haus befand sich zunächst in der Altstadt und ab 1651 in der Neustadt. (Von 1963 bis 1990 gab es wieder Jesuiten in Bremen) |      |

- Es ist unsicher, ob es noch ein Zisterzienserinnenkloster St. Katharinen  in Bremen gab. Dieses wurde nur einmal erwähnt, ohne nähere zeitliche Angaben.[1] Möglicherweise war es nur ein Haus der Zisterzienserinnen aus Lilienthal oder es war ein Verwechslung mit den Beginen bei St. Katharinen.

### Dom- und Kollegiatstifte
In Bremen gab es das Domstift und vier Kollegiatstifte
- Domstift St. Peter, seit etwa 800
- Kollegiatstift St. Paul, kurze Zeit bis um 1050, dann umgewandelt in Benediktinerkloster
- Kollegiatstift St. Willehadi, um 1050 bis um 1120, dann zum Stift St. Stephani vereinigt
- Kollegiatstift St. Stephani, seit etwa 1050
- Kollegiatstift St. Ansgarii

## Beginen
In Bremen gab es mindestens zwei Beginenkonvente.
- Beginen am Dominikanerkloster  St. Katharinen, bestanden 1258 möglicherweise bereits einige Jahrzehnte. Sie kamen meist aus der städtischen Oberschicht. Der Konvent hatte Einnahmen aus Landbesitz, einer Meierei und weiteren Schenkungen und Stiftungen. Um 1526 wurde er wahrscheinlich evangelisch. Von etwa 1660 und 1773 sind Ordnungen erhalten. Die eintretenden Frauen mussten ein Eintrittsgeld in einer festgelegten Höhe zahlen.  Im 19. Jahrhundert wurde es als Catharinenstift im Schüsselkorb weitergeführt. 1912 wurde es in die Parkallee verlegt und bestand bis 1945.[5]

- Beginen an der Stadtkirche St. Nikolai bestanden 1259, waren vorher in einem Haus gegründet worden, das vorher dem Zisterzienserinnenkloster Lilienthal gehört hatte. Dort lebten ebenfalls vor allem Frauen aus der Bremer Oberschicht. Der Beginenkonvent hatte einigen Landbesitz in Bremen und Umgebung. Um 1528 wurde er wahrscheinlich evangelisch und 1602 aufgelöst.

- Beginen am Franziskanerkloster St. Johannis, erwähnt im 17./18. Jahrhundert, möglicherweise war einer der anderen Konvente gemeint.[6]

Die Straße Auf dem Beginenlande wurde nach dem Besitz eines der beiden Konvente benannt.

## Katholische Konvente seit dem 19. Jahrhundert

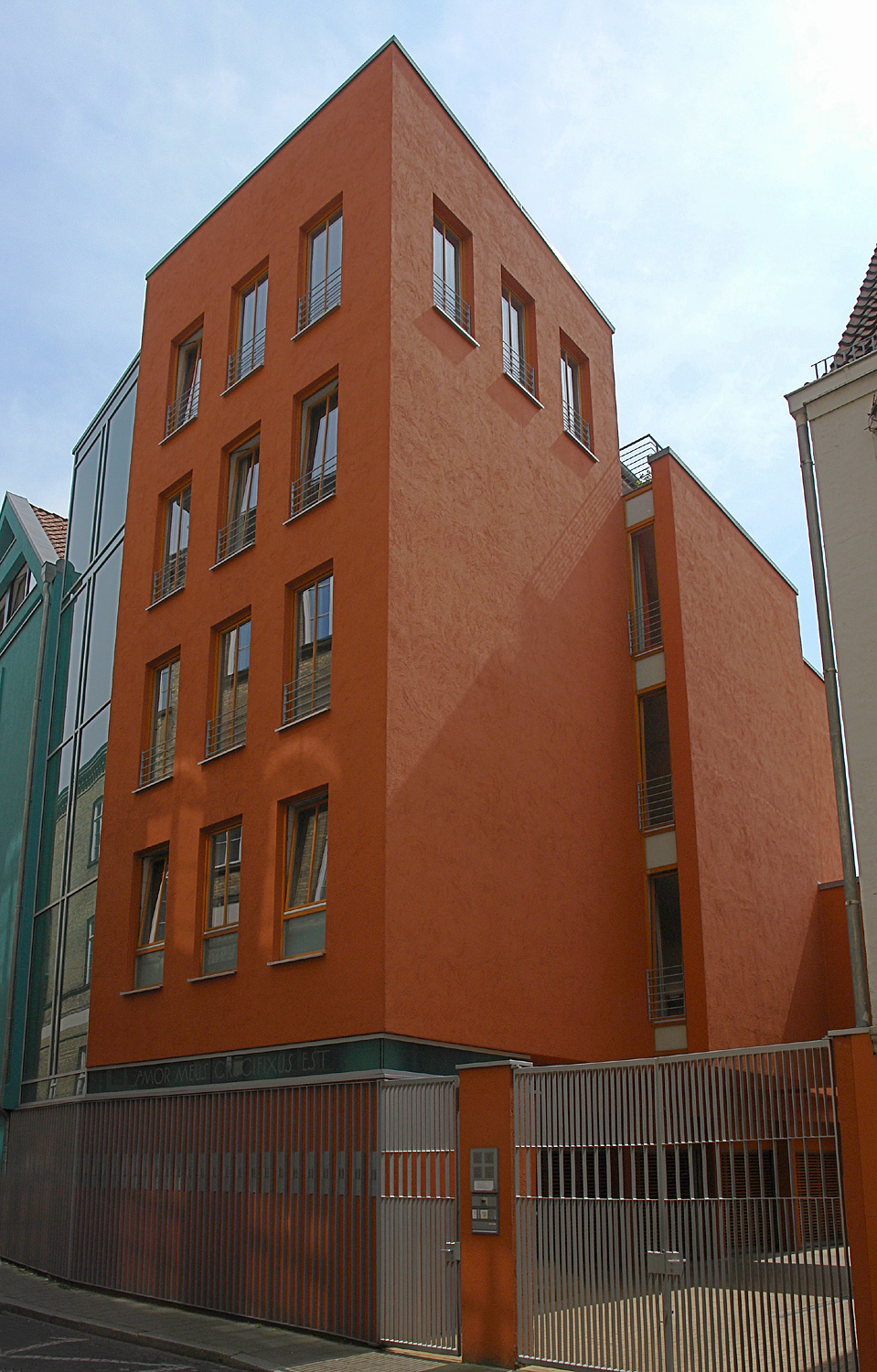
Das Birgittenkloster im Schnoor

- 1856 kamen  die ersten katholischen Franziskanerinnen zur St.-Johannis-Gemeinde und unterrichten in der St.-Johannis-Schule bis 1803. Sie verließen  Bremen, da sie hier nicht mehr im Ordenshabit unterrichten durften. Die Franziskanerinnen von Thuine übernahmen die Schuldienste und die Betreuung eines St.-Johannis-Kindergarten in Walle. Die Franziskanerinnen von Mauritz übernahmen 1869 die Pflege- und Betreuungsdienste im neu gegründeten St.-Joseph-Stift.

- Das katholische St. Theresienhaus in Vegesack wurde von 1927 bis 1989 von den Missionsschwestern vom Heiligen Namen Mariens, auch nach dem Sitz des Mutterhauses der Ordensgemeinschaft in Osnabrück-Nette als „Netter Schwestern“ bekannt, betreut. Einige Schwestern waren noch bis 1999 im katholischen St.-Elisabeth-Haus in Schwachhausen tätig.
- Von 1959 bis 2003 wirkten Frauen des Säkular-Instituts St. Bonifatius in Bremen und betreuen das Altenzentrum St. Michael in der Neustadt an der Kornstraße.
- Jesuiten kamen 1963 in das „Peter-Faber-Haus“ mit einer Kapelle in Schwachhausen am Schwachhauser Ring 151. 1990 wurde ihre Niederlassung aufgelöst.
- Holländische Patres betreuen ab 1963 die St.-Pius-Gemeinde in Huchting.
- Im Stadtteil Gartenstadt Vahr (Rethemer Straße) existierte von 2000 bis 2021 ein Konvent der indischen Marthaschwestern, die in der Caritas und Seniorenbetreuung tätig waren.
- Seit 2002 besteht das Birgittenkloster in Schnoor.